# الصعيد (الحديدة)

تعديل مصدري - تعديل

الصعيد هي إحدى قرى مديرية بيت الفقيه، التابعة لمحافظة الحديدة اليمنية، بلغ تعداد سكانها 1968 نسمة حسب الإحصاء الذي جرى عام 2004.